# 普卡西夫齊
49°8′2″N 24°39′9″E / 49.13389°N 24.65250°E
普卡西夫齊（羅馬化：Pukasivtsi），是烏克蘭西部的村莊，隸屬伊萬諾-弗蘭科夫斯克州的伊萬諾-弗蘭科夫斯克區。該村始建於1436年，面積3.07平方公里，海拔高度223米，2001年人口207，人口密度每平方公里67.5人。